# Salmacis

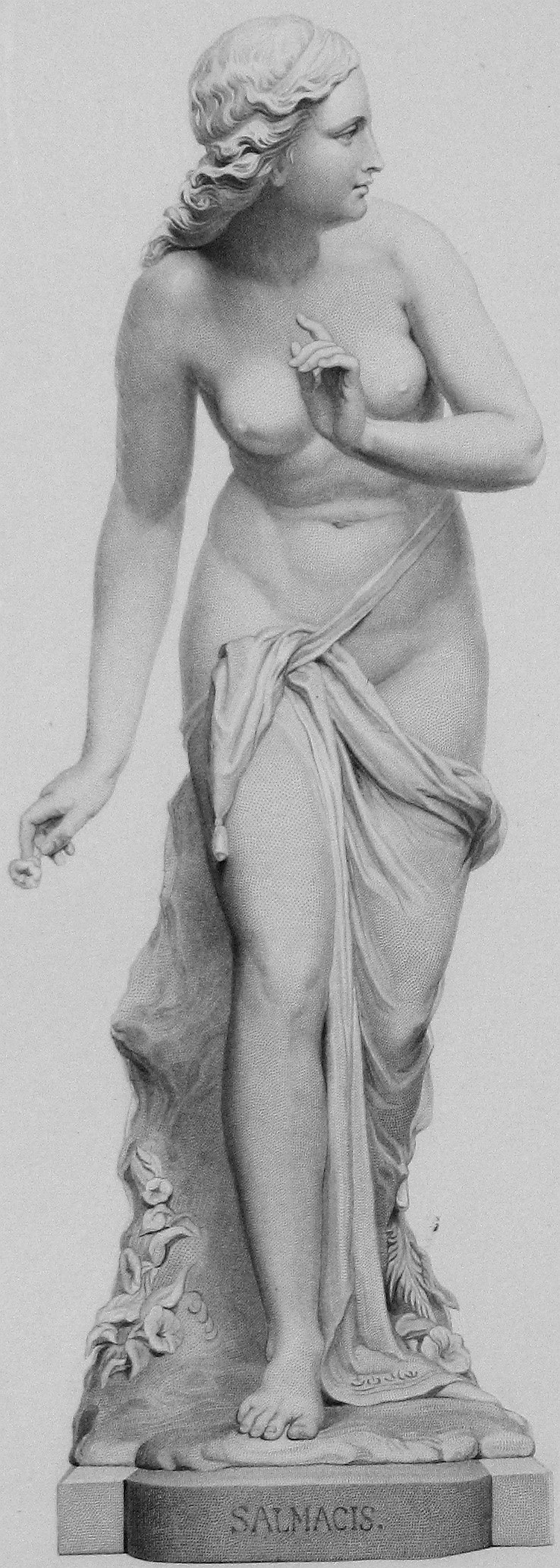
Uma gravura mostrando uma estátua da Salmacis por Thomas Brock (c. 1870).

Na mitologia grega, Salmacis era uma náiade atípica, que rejeitara os modos virginais da deusa Ártemis a favor da vaidade e do ócio. O estupro tentado por ela vitimando o deus Hermafrodito constitui no único caso em que uma ninfa o pratica, ao invés de sofrê-lo, nos cânones mitológicos da Grécia Antiga.

## Relato de Ovídio
Lá morava uma Ninfa, não para caçar ou para dar flechadas

incapaz de corridas a pé. Ela era a única náiade que não seguia o bando de Diana

suas irmãs com frequência advertiam-lhe: "Capture um javali, ou

agite uma aljava, e troque seu lazer pela caça!"

Mas ela não apanhou um javali, ou atirou setas,

nem trocou o lazer pela caça.

Invés disso banhava seu belo corpo e penteava o cabelo, com sua

água como espelho.

Ovídio, Metamorfoses. Livro IV, 306-312.
No relato do poeta Ovídio, ela tornou-se uma só pessoa com Hermafrodito, e este amaldiçoara seu lago para que tivesse o mesmo efeito em outras pessoas. Mas é bastante provável que Ovídio tenha engendrado todo este mito, uma vez que o relaciona à sua frase "praetereo, dulcique animos nouitate tenebo". Pode-se traduzir nouitate como sendo algo estranho, ou como novidade, o que insinua que aquela versão era algo novo. O mito de Salmacis poderia ter sido criado na Metamorfoses para contrastar com outros mitos relatados anteriormente, em que a figura masculina é dominante sobre o feminino esquivo.